# Adicella maculata
Adicella maculata is een schietmot uit de familie Leptoceridae. De soort komt voor in het Oriëntaals gebied.